# Victor Henri Hutinel
Victor Henri Hutinel, né le 15 avril 1849 à Châtillon-sur-Seine en Bourgogne et mort le 21 mars 1933 à Paris, est un pédiatre français.

## Biographie
Après des études secondaires à Chaumont, Victor Hutinel commence des études médicales à la faculté de médecine de Nancy.
Dès l'âge de 21 ans, il est mobilisé comme médecin militaire lors de la guerre franco-prussienne de 1870.
En 1872, il réussit son entrée comme interne des hôpitaux de Paris.
En 1878, il devient adjoint de chef de clinique et l'année suivante, médecin des hôpitaux de Paris.
En 1899, il est élu membre de l'Académie de médecine.
En 1907, il prend la direction de l'hôpital Necker-Enfants malades de Paris à la suite du décès de son prédécesseur Jacques-Joseph Grancher.
Victor Hutinel est le fondateur de l'Association Internationale de Pédiatrie.
Une voie publique porte son nom à Paris, la rue du Docteur-Victor-Hutinel située dans le XIIIe arrondissement.

## Travaux
Son nom est associé à plusieurs syndromes
- Cirrhose alcoolo-tuberculeuse de Hutinel et Sabourin (avec le professeur Charles Sabourin)
- Syndrome d'Hutinel (Sur la cirrhose)
- Maladie d'Hutinel (L'érythème dû à une infection)
- Syndrome d'Hutinel-Mussio Fournier (avec le médecin Juan César Mussio-Fournier)
- Syndrome de Hutinel-Pick ou la maladie de Pick (avec le docteur Friedel J. Pick)